# Білоус Дмитро Іванович
Дмитро Іванович Білоус (нар. 14 вересня 1961, Вікно (Заставнівський район), Чернівецька область, УРСР — пом. 14 вересня 2021, Чернівці, Україна) — радянський та український футболіст, півзахисник, нападник. Більшу частину кар'єри провів у «Буковині» (Чернівці) і «Металурзі» (Запоріжжя).

## Життєпис
Вихованець буковинського футболу, дорослим футболом розпочинав займатися в аматорському клубі «Гравітон» (Чернівці). У 1980 році був призваний на службу в збройні сили (в Афганістан). У професійному футболі дебютував в 1983 році перейшов у чернівецьку «Буковину» у другій союзній лізі. У 1984 році був запрошений у запорізький «Металург», в складі якого провів понад 100 матчів у першій лізі чемпіонату СРСР. У 1988 році повернувся в «Буковину». У цьому ж сезоні став з чернівецькою командою переможцем чемпіонату УРСР.
1989 і 1990 рік провів у складі тернопільської «Ниви», з якою теж ставав призером чемпіонату УРСР. Останній розіграш чемпіонату СРСР провів у складі молдовської «Зорі» (Бєльці). Після проголошення незалежності України провів один сезон у складі першоліговому «Кристалі» (Чортків). У 1993 році повернувся в рідну «Буковину», де дебютував у вищій лізі чемпіонату України. У тому ж сезоні чернівчани залишили елітний дивізіон.
Спроба повернутися до вищої ліги у Дмитра разом з командою була в сезоні 1995/96 років, де чернівецький колектив за підсумками чемпіонату здобув срібні нагороди першої ліги, але в тому сезоні розігрували тільки одну путівку до вищого дивізіону. Незважаючи на це, Білоус не залишив команду, а залишився ще на довгі роки одним з лідерів буковинського клубу. Останній поєдинок у футболці буковинців провів у 2004 році.
Пішов з життя в день свого 60-річного ювілею — 14 вересня 2021 року під час футбольного матчу.

## Досягнення
- Чемпіонат УРСР
  -  Чемпіон (1): 1988
  -  Бронзовий призер (1): 1989

- Перша ліга чемпіонату України
  -  Срібний призер (1): 1996

- Друга ліга чемпіонату України
  -  Чемпіон (1): 2000